# پیترو اسکاندلی
پیترو اسکاندلی (ایتالیایی: Pietro Scandelli؛ زادهٔ ۱۶ اکتبر ۱۹۴۱) دوچرخه‌سوار اهل ایتالیا است.